# Bọ mẩy
Bọ mẩy còn gọi là đại thanh, đắng cay, bọ nẹt, đắng cảy, đắng đốm (danh pháp hai phần: Clerodendrum cyrtophyllum) là một loài thực vật có hoa trong họ Hoa môi. Loài này được Turcz. miêu tả khoa học đầu tiên năm 1863.

## Mô tả
Cây nhỏ, cành tròn, lúc non có lông, về sau nhẵn. Lá hình mác, trơn, dài 6 – 15 cm, rộng 5 – 7 cm, gân nổi rõ ở mặt dưới. Hoa mọc thành ngù ở đầu cành, mang những nhánh hoa thưa, màu trắng, đôi khi màu hồng. Nhị thòi dài gấp đôi ống hoa. Nhụy có vòi dài bằng hay gần bằng nhị, núm xẻ hai. Quả nhỏ bọc trong đài, lúc non màu lục, rồi chuyển sang màu đỏ, khi chín có màu tím.

## Công dụng
Lá non được dùng hấp cơm hay luộc ăn, có vị đắng nhẹ, làm rau đắng để ăn ngon và lợi tiêu hóa. Lá tươi nấu nước tắm trị ghẻ lở.

## Y học
Bọ mẩy có vị đắng, tính mát, có tác dụng thanh nhiệt, giải độc, lương huyết, lợi niệu. Một số đơn thuốc có bọ mẩy:
- Bệnh nhiệt mùa hè, cảm sốt phong nhiệt: dùng lá 20 - 50g nấu uống (thêm đường), có thể cho thêm lá tre, rau má.
- Rong huyết: lá bọ mẩy, cỏ mực mỗi thứ 30g nấu uống.
- Viêm gan vàng da: rễ bọ mẩy 60g nấu, chia 3 lần uống mỗi ngày.
- Gan nhiễm mỡ: sao lá, cuộn lại, dùng khoảng 5 đến 8 lá, nấu nước uống mỗi ngày.